# كاشيون (أوكلاهوما)
كاشيون (بالإنجليزية: Cashion, Oklahoma)‏ هي معلم جغرافي تقع في الولايات المتحدة في أوكلاهوما. يقدر عدد سكانها بـ 832 نسمة ومساحتها 2.8 كم2 وترتفع عن سطح البحر 345 متر.

## التركيبة السكانية
حدّد مكتب تعداد الولايات المتحدة بيانات التركيبة السكانية لكاشيون في تعداد الولايات المتحدة. في ما يلي، التركيبة السكانية حسب تعدادي 2000 و2010.

### تعداد عام 2000
بلغ عدد سكان كاشيون 635 نسمة بحسب تعداد عام 2000، وبلغ عدد الأسر 238 أسرة وعدد العائلات 177 عائلة مقيمة في البلدة. في حين سجلت الكثافة السكانية 143 نسمة لكل كيلومتر مربع (370.4/ميل2). وبلغ عدد الوحدات السكنية 262 وحدة بمتوسط كثافة قدره 59 لكل كيلومتر مربع (152.8/ميل2).
وتوزع التركيب العرقي للبلدة بنسبة 95.28% من البيض و0.16% من الأمريكيين الأفارقة و1.73% من الأمريكيين الأصليين و0.16% من الأعراق الأخرى و2.68% من عرقين مختلطين أو أكثر و4.09% من الهسبانيون أو اللاتينيون من أي عرق.
بلغ عدد الأسر 238 أسرة كانت نسبة 47.5% منها لديها أطفال تحت سن الثامنة عشر تعيش معهم، وبلغت نسبة الأزواج القاطنين مع بعضهم البعض 55.5% من أصل المجموع الكلي للأسر، ونسبة 12.2% من الأسر كان لديها معيلات من الإناث دون وجود شريك،  بينما كانت نسبة 6.7% من الأسر لديها معيلون من الذكور دون وجود شريكة وكانت نسبة 25.6% من غير العائلات. تألفت نسبة 24.8% من أصل جميع الأسر من عدة أفراد يعيشون في نفس المنزل ونسبة 10.9% كانت تتألف من شخص يعيش بمفرده يبلغ من العمر 65 عاماً أو أكثر. وبلغ متوسط حجم الأسرة المعيشية 2.67، أما متوسط حجم العائلات فبلغ 3.18.
بلغ العمر الوسطي للسكان 35.3 عاماً. وكانت نسبة 32.1% من القاطنين تحت سن الثامنة عشر، وكانت نسبة 6.8% بين الثامنة عشر والرابعة والعشرين عاماً، ونسبة 29% كانت واقعةً في الفئة العمرية ما بين الخامسة والعشرين والرابعة والأربعين عاماً، ونسبة 21.3% كانت ما بين الخامسة والأربعين والرابعة والستين، ونسبة 10.9% كانت ضمن فئة الخامسة والستين عاماً فما فوق. يوجد لكل 100 أنثى 97.8 ذكر، ويوجد لكل 100 أنثى في الثامنة عشر من عمرها فما فوق 93.3 ذكر.
بلغ متوسط دخل الأسرة في البلدة 37,500 دولارًا، أما متوسط دخل العائلة فبلغ 44,844 دولارًا. وكان متوسط دخل الذكور 31,012 دولارًا مقابل 25,729 دولارًا للإناث. وسجل دخل الفرد الخاص بالبلدة 16,513 دولارًا. وكانت نسبة 11.4% من العائلات ونسبة 15.6% من السكان تحت خط الفقر، وكان من هؤلاء نسبة 23.4% تحت سن الثامنة عشر ونسبة 24.6% في الخامسة والستين من العمر وما فوق.

### تعداد عام 2010
بلغ عدد سكان كاشيون 802 نسمة بحسب تعداد عام 2010، وبلغ عدد الأسر 300 أسرة وعدد العائلات 215 عائلة مقيمة في البلدة. في حين سجلت الكثافة السكانية 180.6 نسمة لكل كيلومتر مربع (467.8/ميل2). وبلغ عدد الوحدات السكنية 331 وحدة بمتوسط كثافة قدره 74.5 لكل كيلومتر مربع (193.0/ميل2).
وتوزع التركيب العرقي للبلدة بنسبة 88.03% من البيض و0.37% من الأمريكيين الأفارقة و5.74% من الأمريكيين الأصليين و1% من الأمريكيين ذوي الأصول الآسيوية و2% من الأعراق الأخرى و2.87% من عرقين مختلطين أو أكثر و3.62% من الهسبانيون أو اللاتينيون من أي عرق.
بلغ عدد الأسر 300 أسرة كانت نسبة 40% منها لديها أطفال تحت سن الثامنة عشر تعيش معهم، وبلغت نسبة الأزواج القاطنين مع بعضهم البعض 53% من أصل المجموع الكلي للأسر، ونسبة 13.7% من الأسر كان لديها معيلات من الإناث دون وجود شريك،  بينما كانت نسبة 5% من الأسر لديها معيلون من الذكور دون وجود شريكة وكانت نسبة 28.3% من غير العائلات. تألفت نسبة 25.3% من أصل جميع الأسر من عدة أفراد يعيشون في نفس المنزل ونسبة 12.7% كانت تتألف من شخص يعيش بمفرده يبلغ من العمر 65 عاماً أو أكثر. وبلغ متوسط حجم الأسرة المعيشية 2.67، أما متوسط حجم العائلات فبلغ 3.23.
بلغ العمر الوسطي للسكان 33.6 عاماً. وكانت نسبة 29.9% من القاطنين تحت سن الثامنة عشر، وكانت نسبة 9.1% بين الثامنة عشر والرابعة والعشرين عاماً، ونسبة 27.2% كانت واقعةً في الفئة العمرية ما بين الخامسة والعشرين والرابعة والأربعين عاماً، ونسبة 23.3% كانت ما بين الخامسة والأربعين والرابعة والستين، ونسبة 10.5% كانت ضمن فئة الخامسة والستين عاماً فما فوق. وتوزع التركيب الجنسي للسكان بنسبة 47.5% ذكور و52.5% إناث.